# Jill Tarter
Jill Tarter, née le 16 janvier 1944, est une astronome américaine. Elle dirige le centre de recherches SETI du SETI Institute.

## Carrière
Après des études à l'université Cornell et à l'Université de Californie à Berkeley, où elle obtient un doctorat en astronomie, Jill Tarter travaille pour le SERENDIP, un projet du SETI, puis, à partir de 1992, pour la NASA, sur le programme HRMS (High Resolution Microwave Survey). Elle dirige ensuite le Projet Phoenix au sein de l'institut SETI, pour lequel elle crée conjointement avec Margaret Turnbull le HabCat, un catalogue de systèmes stellaires susceptibles d'accueillir des planètes habitables. Elle publie ensuite de nombreux documents techniques et des études sur la recherche de la vie extraterrestre. Elle est aussi connue pour avoir inventé le terme « brown dwarf » (Naine brune) pour définir les étoiles de masse insuffisante pour entretenir une fusion d'hydrogène.

## Distinctions et récompenses
- Récompense pour sa carrière par le magazine Women in Aerospace en 1989
- Deux médailles pour service rendu par la NASA[1]
- Membre de l'Association américaine pour l'avancement de la science en 2002 et de la California Academy of Sciences en 2003
- Prix Adler Planetarium par Women in Space en 2003
- Récompense du Telluride Tech Festivalen 2001
- Fait partie des 100 personnes les plus influentes dans le monde selon le magazine Time en 2004[2]
- Prix Carl Sagan de vulgarisation par Wonderfest en 2005[3]

- L'astéroïde (74824) Tarter porte son nom.